# Société anonyme des Charbonnages d'Abhooz et Bonne-Foi Hareng

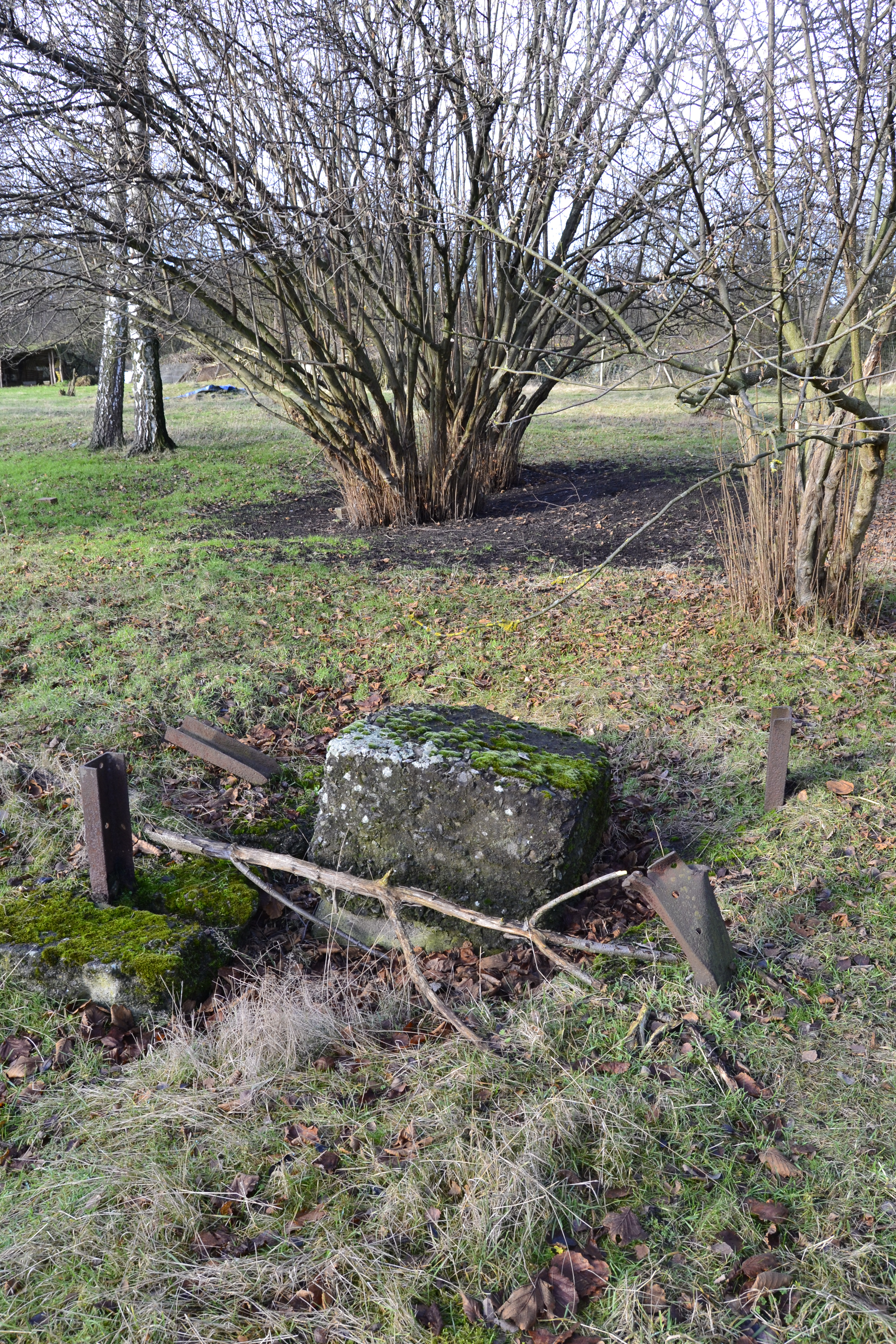
Un ancien puits du Charbonnage de Milmort.

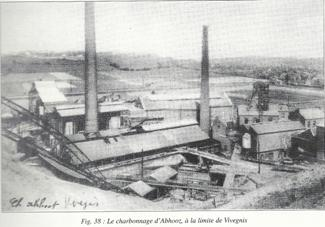
Ancien charbonnage d'Abhooz.

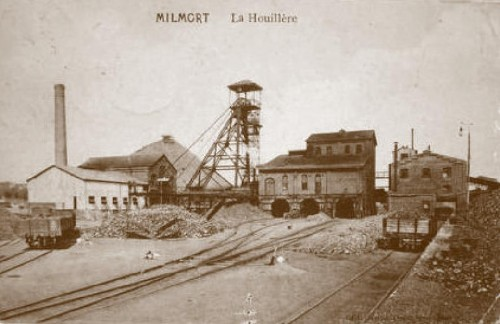
Ancien charbonnage de Milmort.

La Société anonyme des Charbonnages d'Abhooz et Bonne-Foi Hareng à Herstal est une ancienne société charbonnière de la région de Liège, dont la concession se situait sur les territoires des anciennes communes de Liers, Milmort, Herstal, Wandre, Rocourt, Vottem, Oupeye, Vivegnis et Hermée, dorénavant Herstal, Liège et Oupeye, en rive gauche de la vallée de la Meuse en aval de Liège,.
La concession voisinait notamment les concessions de la Société anonyme des Charbonnages de Bonne Espérance, Batterie, Bonne-Fin et Violette et de la Société anonyme des Charbonnages de la Grande Bacnure au sud. Le siège de Milmort était desservi par le chemin de fer par la ligne 34 de la SNCB.

## Histoire
La Société Anonyme des charbonnages d'Abhooz et Bonne-Foi Hareng fut créée en 1879 par la fusion de cinq sociétés:  
- La Houillère Bon Espoir et Bons amis,
- La Houillère Bonne-Foi Hareng,
- La Houillère de Bonne-Foi Homvent,
- La Houillère d’Abhooz,
- La Houillère Bon Espoir à Oupeye.

À la fin du XIXe siècle, la société décide de fermer un à un ses puits les moins rentables avant d'inaugurer, en 1899, son nouveau siège central à Milmort.
L'entreprise disparut en 1962 avec la fermeture de son dernier siège d'exploitation à Milmort.

## De nos jours
Le siège d' Abhooz a été rasé, et est désormais occupé par de grandes surfaces commerciales. Deux dalles dont une surmontée d'une borne sont encore visibles.
Le siège de Milmort a également été rasé. Le terrain est cependant toujours laissé en friche sauf les terrains à proximité de la chaussée, réurbanisés, et diverses traces sont encore visibles, dont des murs détruits, des galeries et un puits. Une dalle surmontée d'une borne est toujours visible. En 2020 les terrains ont été déclarés "Site de Grand Intérêt Biologique"

## Géolocalisation approximative des anciens sites d'exploitation[2]
- Siège administratif : ...
  - Abhooz : 50° 41′ 21″ N, 5° 38′ 56″ E
  - Hareng : 50° 40′ 40″ N, 5° 35′ 47″ E
  - Milmort : 50° 41′ 11″ N, 5° 36′ 08″ E

## Terrils[5],[6]
- Abhooz - 50° 41′ 19″ N, 5° 38′ 58″ E - (disparu)
- Milmort Installation - 50° 41′ 15″ N, 5° 36′ 02″ E - (disparu)
- Milmort nouveau - 50° 41′ 13″ N, 5° 36′ 22″ E - (disparu)
- Milmort ancien - 50° 41′ 04″ N, 5° 35′ 59″ E - (disparu)

## Sources
- André De Bruyn, Anciennes Houillères de la région liégeoise, Liège, Dricot, 1988, 208 p. (ISBN 2-87095-058-6)
- Claude Gaier, Huit siècles de houillerie liégeoise, histoire des hommes et du charbon à Liège, Liège, Éditions du Perron, 1988, 261 p. (ISBN 2-87114-031-6)